# 思勤江
思勤江，位于中国广西壮族自治区东部，是桂江左岸支流，发源于钟山县两安瑶族乡大桶村北山，向南流经钟山县两安乡、红花镇、燕塘镇、清塘镇，在清塘镇新竹村左纳珊瑚河（大河）后转西南流，进入昭平县境内，流经昭平县走马乡，最后在县城昭平镇东北郊的练滩口汇入桂江。河长118千米，落差760米，流域面积1717平方千米。年均径流量12.68亿立方米。